# Армада (Мичиген)
Армада (енгл. Armada) град је у америчкој савезној држави Мичиген.

## Демографија
По попису из 2010. године број становника је 1.730, што је 157 (10,0%) становника више него 2000. године.
| Група             | 2000.         | 2010.         |
| Белци             | 1.517 (96,4%) | 1.659 (95,9%) |
| Афроамериканци    | 3 (0,2%)      | 6 (0,3%)      |
| Азијати           | 2 (0,1%)      | 2 (0,1%)      |
| Хиспаноамериканци | 26 (1,7%)     | 45 (2,6%)     |
| Укупно            | 1.573         | 1.730         |